# Чирешу (Тіміш)
Чирешу (рум. Cireșu) — село у повіті Тіміш в Румунії. Входить до складу комуни Крічова.
Село розташоване на відстані 346 км на північний захід від Бухареста, 63 км на схід від Тімішоари.

## Населення
За даними перепису населення 2002 року у селі проживали 368 осіб.
Національний склад населення села:
| Національність | Кількість осіб | Відсоток |
| -------------- | -------------- | -------- |
| румуни         | 298            | 81,0%    |
| українці       | 69             | 18,8%    |

Рідною мовою назвали:
| Мова       | Кількість осіб | Відсоток |
| ---------- | -------------- | -------- |
| румунська  | 298            | 81,0%    |
| українська | 69             | 18,8%    |